# Faicán
El faicán o Faycán era un sacerdot o xaman que assessorava als monarques aborígens, anomenats Guanarteme, a l'illa de Gran Canària abans de la conquesta castellana.